# JMJD8
JMJD8 (англ. Jumonji domain containing 8) – білок, який кодується однойменним геном, розташованим у людей на 16-й хромосомі. Довжина поліпептидного ланцюга білка становить 334 амінокислот, а молекулярна маса — 36 870.
| 10         |  | 20         |  | 30         |  | 40         |  | 50         |
| ---------- |  | ---------- |  | ---------- |  | ---------- |  | ---------- |
| MVTGGAHSRS |  | RGGLPSASRR |  | GLFRGGPKEV |  | TSGVRPGSRP |  | LPRRRSCRPM |
| AGGWAQGSRR |  | AARLPEGGRL |  | MAPASRLLAL |  | WALAAVALPG |  | SGAEGDGGWR |
| PGGPGAVAEE |  | ERCTVERRAD |  | LTYAEFVQQY |  | AFVRPVILQG |  | LTDNSRFRAL |
| CSRDRLLASF |  | GDRVVRLSTA |  | NTYSYHKVDL |  | PFQEYVEQLL |  | HPQDPTSLGN |
| DTLYFFGDNN |  | FTEWASLFRH |  | YSPPPFGLLG |  | TAPAYSFGIA |  | GAGSGVPFHW |
| HGPGYSEVIY |  | GRKRWFLYPP |  | EKTPEFHPNK |  | TTLAWLRDTY |  | PALPPSARPL |
| ECTIRAGEVL |  | YFPDRWWHAT |  | LNLDTSVFIS |  | TFLG       |  |            |

A: Аланін

C: Цистеїн

D: Аспарагінова кислота

E: Глутамінова кислота

F: Фенілаланін

G: Гліцин

H: Гістидин

I: Ізолейцин

K: Лізин

L: Лейцин

M: Метіонін

N: Аспарагін

P: Пролін

Q: Глутамін

R: Аргінін

S: Серин

T: Треонін

V: Валін

W: Триптофан

Задіяний у такому біологічному процесі, як альтернативний сплайсинг. 